# Tyrone Spong
Tyrone Clinton Spong (Paramaribo, 3 de setembro de 1985) é um kickboxer, pugilista e lutador de artes marciais mistas surinamês-neerlandês. Ele é o Campeão Peso Cruzado de Muay Thai do WFCA, Campeão do Slam de 95kg do Glory e ex-Campeão Mundial 95MAX do It's Showtime, lutando pela Fighting Factory Carbin em Amsterdam, Holanda.

## Biografia
Tyrone Spong nasceu em Suriname. Em 1990 quando tinha cinco anos, ele se mudou para a Holanda com sua família. Cresceu em Amsterdam, ele estava normalmente envolvido em brigas e começou a treinar kickboxing com treze anos, quando ele encontrou uma academia por acaso. Após sofrer no primeiro dia de treino, ele foi motivado a continuar. Ele fez sua primeira luta quando tinha quinze anos e venceu por nocaute no primeiro round. Alguns de seus companheiros de sparring eram Alistair Overeem e Gilbert Yvel.